# 前480年代
| 千纪： | 前1千纪 |
| 世纪： | 前6世纪 \| 前5世纪 \| 前4世纪                                                                              |
| 年代： | 前510年代 \| 前500年代 \| 前490年代 \| 前480年代 \| 前470年代 \| 前460年代 \| 前450年代                    |
| 年份： | 前489年 \| 前488年 \| 前487年 \| 前486年 \| 前485年 \| 前484年 \| 前483年 \| 前482年 \| 前481年 \| 前480年 |

前480年代從前489年1月1日開始，於前480年12月31日結束。

## 大事记
- 前489年，齊大夫田乞立齊景公子陽生，是為齊悼公。遣人殺齊孺公荼。吳攻陳，報陳附楚。楚昭王率軍救陳，於城父卒。子楚惠王嗣位。
- 前488年夏，吳王夫差與魯哀公於鄫城會盟。
- 前487年，宋灭曹國。雅典創立「貝殼驅逐法」，以防野心家獨裁。
- 前486年，吳开凿邗溝，使淮河與長江相通。鄭執政罕達攻宋國雍丘，大敗逃還。
- 前485年，齊大夫鮑牧殺國君齊悼公，立其子壬，是為齊簡公。越王勾踐獻美女西施、鄭旦於吳王夫差。
- 前484年，吳王夫差誣殺大夫伍子胥。孔丘由衛返魯，周游列国十三年。周藏室史老子棄職西行，至函谷關，著道德經五千言而去。
- 前483年，吳王夫差和衛出公，在鄖城會盟。
- 前482年，吳、晉、周、魯，於黃池會盟。越王勾踐乘機大舉攻吳，焚吳都姑蘇，擒吳太子友。吳王夫差向越乞和。
- 前481年，齊大夫田恒殺國君齊簡公，立其弟驁，是為齊平公。田恒選女子百餘充後宮，賓客出入不禁，生七十餘男，以廣田氏之族。
- 前480年，衛出公輒父蒯聵，謀潛返衛，大夫孔悝及渾良夫立蒯聵，是為衛莊公。其子衛出公奔魯國。
- 前480年，波斯王薛西斯統軍渡達達尼海峽，進攻雅典，雅典海軍於薩拉密斯海峽反擊，波斯艦隊全沒，薛西斯急引軍退，但仍留其大將馬都尼及一部軍隊續攻（第二次希波戰爭）。
- 前480年，北非迦太基遣艦隊渡地中海，攻西西里島希臘人殖民地敘拉古王國，敘拉古迎擊，戰於希梅勒，迦太基全軍盡沒，僅有一船逃回。

## 出生
- 前484年，希臘史學家希羅多德生。

## 逝世
- 前485年，波斯王大流士一世卒，子薛西斯嗣位。
- 前485年，釋迦牟尼卒，八十一歲。僧徒五百人在王舍城聚會誦經。
- 前484年，伍子胥。